# Dicaeum chrysorrheum
El picaflores pechiestriado (Dicaeum chrysorrheum) es una especie de ave paseriforme de la familia Dicaeidae propia del sudeste asiático.

## Distribución y hábitat
Se encuentra en gran parte del sudeste asiático, desde el Himalaya oriental a Indochina y Malaca, además de Sumatra, Borneo, Java y Bali; distribuido por Bangladés, Birmania, Bután, Brunéi, Camboya, sur de China, noreste de la India, Indonesia, Laos, Malasia, Nepal, Singapur, Tailandia y Vietnam. Su hábitat natural son los bosques bosques húmedos tropicales y subtropicales.